# Baubelehrung
Eine Baubelehrung dient dazu, den Besatzungsstamm eines Kriegsschiffs während der letzten Bauphasen in die Technik des neuen Schiffes einzuweisen.

## Deutsche Marine
In der Kaiserlichen Marine hatte man schlechte Erfahrungen damit gemacht, bei der Indienststellung neuer Schiffe die Besatzung aus gerade verfügbarem Personal zusammenzustellen. Daher wurde noch im Kaiserreich damit begonnen, nach dem Stapellauf jedes Neubaus ein Baubelehrungskommando aufzustellen, also eine Stammbesatzung, die bereits beim Bau des Schiffes in die Bedienung der Schiffstechnik eingewiesen wurde. Die Baubelehrung unterstand einem Leitenden Ingenieur, der mit seinen Mitarbeitern für die Einarbeitung des technischen Personals des Schiffes in die Maschinenanlagen und die Waffentechnik des Neubaus verantwortlich war. Die Baubelehrung erstellte auch die Vorschriften für die Bedienung der Schiffstechnik. Je nach Baufortschritt des Schiffes wurde die Baubelehrung um das entsprechende Fachpersonal erweitert. Bei der Indienststellung eines neuen Kriegsschiffes war somit eine mit dem Schiff bereits vertraute Stammbesatzung an Bord.